# پیوی ولی (کنتاکی)
پیوی ولی (به انگلیسی: Pewee Valley) شهری در ایالت کنتاکی کشور ایالات متحده آمریکا است که جمعیت آن در سرشماری سال ۲۰۱۰ میلادی، ۱٬۴۵۶ نفر بوده‌است.